# 3168 Ломницький Штит
3168 Ломницький Штит (3168 Lomnicky Stit) — астероїд головного поясу, відкритий 1 грудня 1980 року.
Тіссеранів параметр щодо Юпітера — 3,221.